# Плачков, Иван Васильевич
Иван Васильевич Плачков (род. 23 ноября 1957, село Криничное, Болградский район Одесская область) — украинский хозяйственный и государственный деятель. С февраля 2005 по август 2006 года — министр топлива и энергетики Украины, позже — глава Одесской областной государственной администрации, до 12 марта 2010 года — заместитель Руководителя Государственного управления делами Украины. С 2012 года глава наблюдательного совета Киевэнерго.

## Биография
- В 1980 году — окончил Одесский политехнический институт (факультет атомной энергетики).
- Работал на Киевской ТЭЦ-5 на должностях от обходчика до главного инженера.
- В 1995—1999 и в 2000—2005 годах — занимал посты гендиректора и главы правления компании «Киевэнерго».
- В 1999—2000 годах — министр энергетики в правительстве Виктора Ющенко[5][6].
- С февраля 2005 по август 2006 года — министр топлива и энергетики в правительстве Юлии Тимошенко и Юрия Еханурова[7].

Член Народного союза «Наша Украина». Этнический болгарин.

## Награды
- Орден «Мадарский всадник» I степени (Болгария, 2001 год)[8].